# 第55艦隊兵站支援飛行隊 (アメリカ海軍)
第55艦隊兵站支援飛行隊（だい55かんたいへいたんしえんひこうたい、英: Fleet Logistics Support Squadron 55、略称：VR-55）は、アメリカ海軍艦隊兵站支援航空団隷下の輸送機部隊。愛称はミニットマン（英: Minutemen）。1976年4月1日にカリフォルニア州アラメダ海軍航空基地で編成され、人員や各種物資等の輸送を担っている。カリフォルニア州ベンチュラ・カウンティ海軍基地に所在し、輸送機としてC-130Tを運用する。なお、アメリカ海軍の予備役飛行隊になっている。

## 配備基地の変遷
- アラメダ海軍航空基地（英語版）（カリフォルニア州アラメダ）（1976年 - 1998年）
- ベンチュラ・カウンティ海軍基地（英語版）（カリフォルニア州ポート・ヒューニーメ（英語版））（1998年 - ）

## 歴代運用機
- 輸送機
  - C-9B
  - C-130T
- 空中給油輸送機
  - KC-130T
  - KC-130T-30

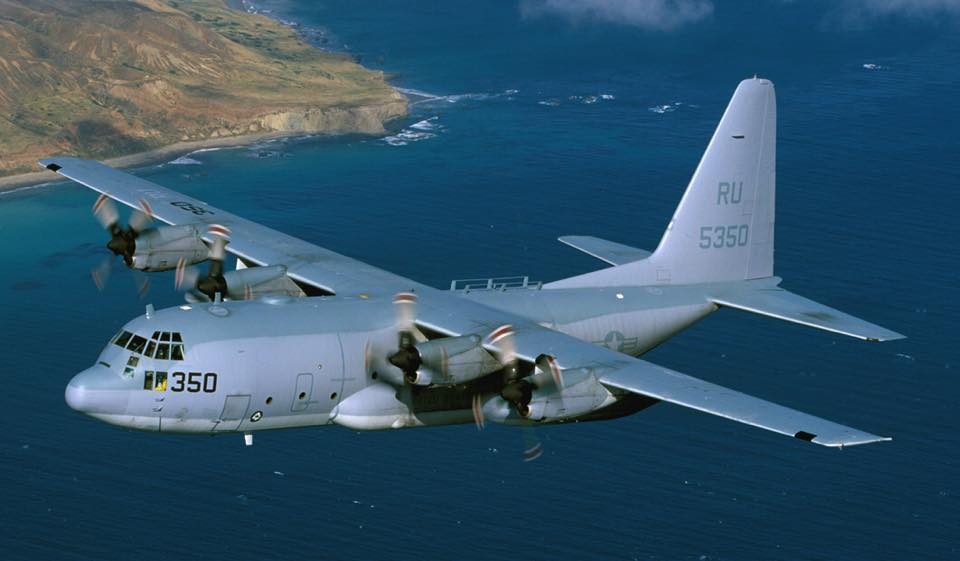
VR-55で運用するC-130T